# André Verdeil
Pour les articles homonymes, voir Verdeil.
André Verdeil (né le 21 janvier 1904 et mort le 31 octobre 1990) est un joueur professionnel suisse de hockey sur glace.

## Carrière
André Verdeil fait toute sa carrière au Hockey Club Château-d'Œx, elle commence à partir de la fondation du club en 1919.
Le HC Château-d'Œx est champion international en 1922 et 1924.
André Verdeil participe dans l'équipe de Suisse aux Jeux olympiques de 1924 à Chamonix,.
Verdeil participe à des compétitions d'athlétisme sur des distances de 400 à 3 000 mètres.
Il étudie à Lausanne et a un diplôme d'ingénieur.